# Huta-Dobrîn, Volodarsk-Volînskîi
Huta-Dobrîn (în ucraineană Гута-Добринь) este un sat în comuna Dobrîn din raionul Volodarsk-Volînskîi, regiunea Jîtomîr, Ucraina.

## Demografie
Componența lingvistică a localității Huta-Dobrîn
     Ucraineană (98,96%)
Conform recensământului din 2001, majoritatea populației localității Huta-Dobrîn era vorbitoare de ucraineană (98,96%), existând în minoritate și vorbitori de alte limbi.